# アメリカ・オリーヴォ
アメリカ・オリーヴォ（America Olivo、1978年1月5日 - ）は、アメリカ合衆国の女優、歌手、モデル。雑誌『PLAYBOY』の2009年6月号にて表紙を飾った。

## 経歴
1978年1月5日、カリフォルニア州ロサンゼルスに生まれる。ジュリアード音楽院を卒業した。
2009年、映画『ビッチ・スラップ 危険な天使たち』でエリン・カミングスとジュリア・ヴォスとともに主演を務める。同年、『13日の金曜日』に出演する。2012年、イライジャ・ウッド主演の『マニアック』に出演する。

## フィルモグラフィー

### 映画
- ビッチ・スラップ 危険な天使たち（2009年）
- 13日の金曜日（2009年）
- ネイバー 美しき変態隣人（2009年）
- サバイバル・リゾート（2009年）
- トランスフォーマー/リベンジ（2009年）
- サークル（2010年）
- マニアック（2012年）
- NO ONE LIVES ノー・ワン・リヴズ（2012年）
- ミッション:インポッシブル/ローグ・ネイション（2015年）

### テレビ
- ママと恋に落ちるまで（2006年）
- LAW & ORDER:クリミナル・インテント（2011年）
- NCIS:LA 〜極秘潜入捜査班（2011年）
- ウェアハウス13 〜秘密の倉庫 事件ファイル〜（2013年）
- DEFIANCE/ディファイアンス（2014年）
- シカゴ P.D.（2014年）
- ストレイン 沈黙のエクリプス（2016年）
- デグラッシ:ネクスト・クラス（2016-2017年）
- シカゴ・ファイア（2017年）

## ディスコグラフィー

### シングル
- Deja Vu（2009年）